# 미즈사와역
미즈사와역(일본어: 水沢駅)은 일본 이와테현 오슈시에 있는 동일본 여객철도 · 일본화물철도 도호쿠 본선의 역이다. 단선 · 섬식의 형태를 합친 복합 구조의 철도 역사이다.

## 타는 곳
| 1 · 2 | ■ 도호쿠 본선 | (하행) | 기타카미 · 모리오카 방면     |
| 3     | ■ 도호쿠 본선 | (상행) | 히라이즈미 · 이치노세키 방면 |

## 화물역
일본화물철도의 역은 여객 역의 서쪽에 있으며, 1면의 컨테이너 승강장과 1개의 컨테이너 하역선이 있다. 예전에는 입환 작업으로 소형 디젤 기관차를 사용했었지만, 2006년 7월에 구내 개량공사가 준공되면서 직접 입환 작업을 실시할 수 있게 되었다. 역 사무소는 여객 역사 내부에 있다.
예전에는 태평양 시멘트 미즈사와 서비스 스테이션의 하역 설비로 이어지는 전용선이 있었지만, 모두 폐지되었다.
취급하는 화물의 종류는 컨테이너 화물(12ft 컨테이너)만이다. 그 밖에 산업 폐기물, 특별 관리 산업 폐기물의 취급 허가를 얻었다.

## 이용 현황
| 연도     | 하루 평균 승차 인원 | 연도     | 하루 평균 승차 인원 |
| 2000년도 | 2,206               | 2006년도 | 1,954               |
| 2001년도 | 2,123               | 2007년도 | 1,922               |
| 2002년도 | 2,000               | 2008년도 | 1,927               |
| 2003년도 | 1,872               | 2009년도 | 1,908               |
| 2004년도 | 1,882               | 2010년도 | 1,941               |
| 2005년도 | 1,867               |          |                     |
| -------- | ------------------- | -------- | ------------------- |

## 역 주변
- 오슈 시청
- 기타카미강
- 도호쿠 자동차도
- 이와테 은행 · 도호쿠 은행 · 기타닛폰 은행 미즈사와 지점
- 오슈 병원
- 국도 제4호선
- 국도 제397호선
- 오슈 FM 방송

## 인접 정차역
| 도호쿠 본선                  | 도호쿠 본선          | 도호쿠 본선              |
| ---------------------------- | -------------------- | ------------------------ |
| 시·종착역                    | □ 쾌속 '아테루이 호' | 기타카미 모리오카 방면   |
| 리쿠추오리이 이치노세키 방면 | ■ 보통               | 가네가사키 모리오카 방면 |